# 로버트 루카스 주니어
로버트 에머슨 루카스 주니어(영어: Robert Emerson Lucas Jr., 1937년 9월 15일~2023년 5월 15일)는 미국의 경제학자이다.
합리적 기대의 개념을 거시경제학에 적용시킨 것으로, 새고전학파 거시경제학의 길을 열어놓았다. 루카스 비판을 통해 전통적인 계량경제학 모델을 공격하였고, 내생적 성장 이론에도 기여하 바 있다. 이러한 공로로 1995년에 노벨 경제학상을 수상했다.

## 업적
1970년대 초 로버트 루카스의 중요한 기여는 거시경제학의 패러다임 변화 즉 합리적 기대 혁명으로 이어졌다. 1970년대 후반부터 1980년대 초반까지, 로버트 루카스와 다른 사람들의 노력으로 경제의 변동과 성장을 이해하고 통화 및 재정 정책의 효과를 분석하기 위해 엄격한 미시적 기초가 있는 DSGE 모델이 개발되었다. 이러한 모델들은 경제를 더 잘 이해하기 위한 노력으로 점점 더 복잡해 지고 있지만, 거의 모든 모델들은 로버트 루카스가 제시한 원칙에 기초하고 있다.
루카스 비판의 본질은 합리적 기대의 개념에서 자연스럽게 비롯된다. 실제로 민간부문은 전통적인 계량경제학으로 모델링할 수 없다는 것을 시사한다. 오히려 통화당국의 '최선의 대응'을 포함한 관측되거나 예상되는 통화정책의 변화는 민간부문의 구성원들로부터 '최선의 대응'을 유도할 것이다. 이는 다시 새로운 정책의 효과를 원래의 정책 하에서의 민간부문의 행동의 계량적 추정에 따라 평가할 수 없음을 암시한다.
루카스는 폴 로머와 더불어 기존의 신고전파적 경제 성장 모형에서 탈피한 내생적 성장 이론에의 기여로도 알려져 있다.

## 같이 보기
- 루카스 비판

## 참고 문헌
- Galbács, Peter (2015). 《The Theory of New Classical Macroeconomics. A Positive Critique》. Heidelberg/New York/Dordrecht/London: Springer. doi:10.1007/978-3-319-17578-2. ISBN 978-3-319-17578-2.
- Kasper, Sherryl. The Revival of Laissez-Faire in American Macroeconomic Theory: A Case Study of Its Pioneers (2002) ch. 7